# Charles-Frédéric Rau
Charles-Frédéric Rau (Bouxwiller, 3 augustus 1803 - Parijs, 4 oktober 1877) was een Frans jurist en hoogleraar aan de Universiteit van Straatsburg.

## Biografie

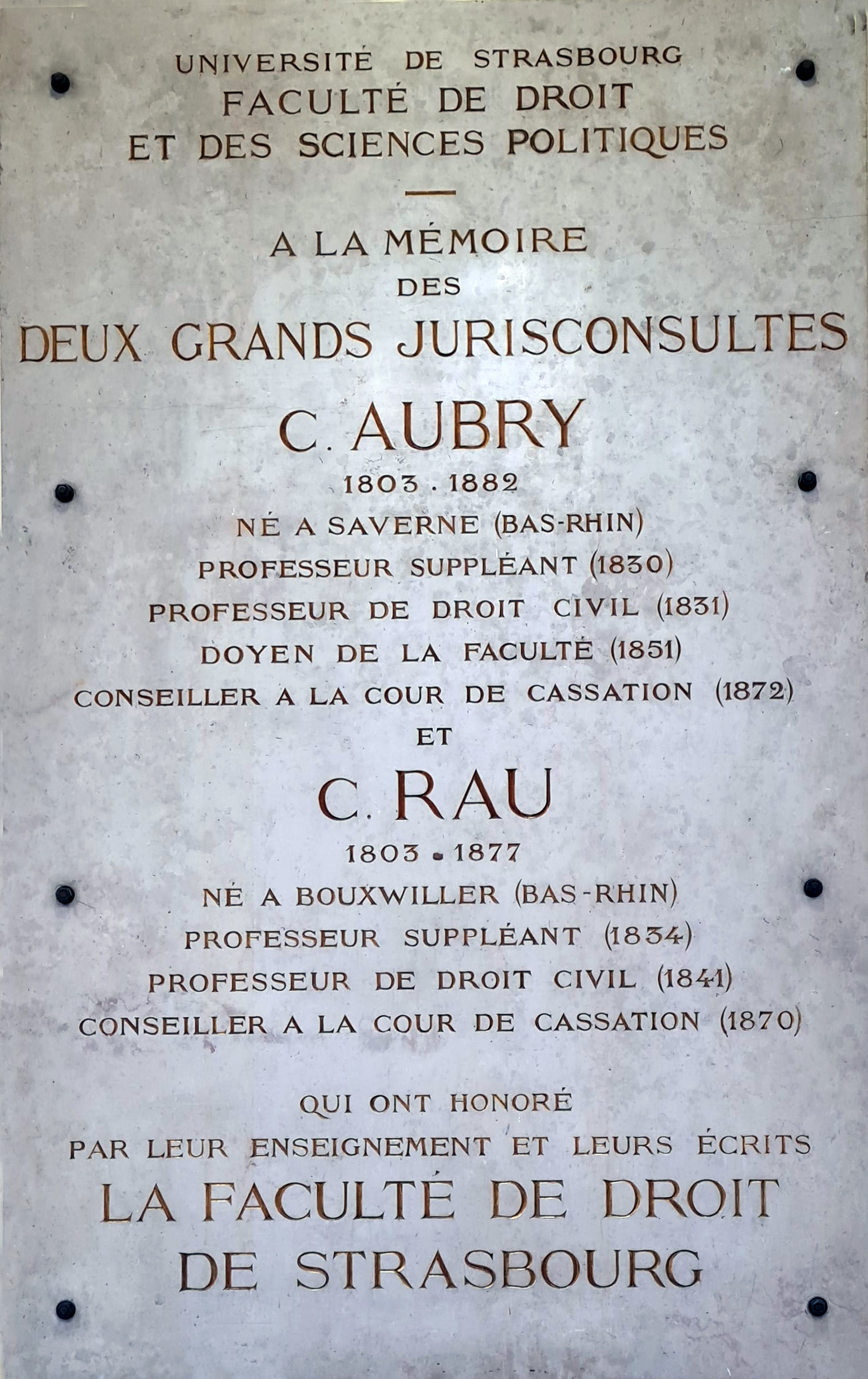
Gedenkplaat voor Charles Aubry en Charles-Frédéric Rau aan de Universiteit van Straatsburg.

Charles-Frédéric Rau behaalde in 1824 zijn diploma in de rechten aan de Universiteit van Straatsburg. Van 1833 tot 1834 doceerde hij Introduction philosophique et historique à l'étude du droit civil français aan dezelfde universiteit. Vervolgens doceerde hij tussen 1835 en 1836 burgerlijke rechtspleging en strafwetgeving, als opvolger van Jacques Rauter, die parlementslid werd. Vervolgens was hij van 1841 tot 1870 hoogleraar burgerlijk recht.
Naderhand werd hij rechter in het Franse Hof van Cassatie.

## Onderscheidingen
- Officier in het Legioen van eer (1875)[1]

## Werken
- (fr)  Cours de droit civil, vijf (later acht) volumes, 1838 (samen met Charles Aubry, vertaling van het werk van Karl Salomo Zachariae).

- Bibliothèque nationale de France: cb12319244h (data)
- Gemeinsame Normdatei: 102326746
- International Standard Name Identifier: 0000 0000 8105 7092
- Library of Congress Control Number: n88071439
- Nationale Bibliotheek van Letland: 000140619
- Base Léonore: LH//2270/5
- Nationale Bibliotheek van Tsjechië: mub2013797982
- Nationale Bibliotheek van Israël: 987007314781705171
- Nederlandse Thesaurus van Auteursnamen: 068782349
- Siprojuris: 56381
- Système universitaire de documentation: 032096216
- Virtual International Authority File: 27135605
- WorldCat: E39PBJvCWjd89C4XrvM4Q7YXVC